# Агостино Агацари
Агостино Агацари (на италиански: Agostino Agazzari) е италиански органист, композитор и музикален теоретик.

## Биография
Роден е на 2 декември 1578 година в Сиена, тогава във Велико херцогство Тоскана, днес в Италия. Работи като капелмайстор в Германския колеж в Рим в периода 1602 – 1603, както и в Римската семинария през 1606 година. През 1607 година се връща в Сиена, където работи до края на живота си в Сиенската катедрала, първоначално като органист, а впоследствие като неин капелмайстор. Негово дело са операта „Еумелио“ (1606), мадригали, мотети, меси, псалми и друга църковна музика. Творбите му са в стила на късния Ренесанс или ранния Барок. Най-известен е с теоретичния си труд „Del sonare sopra ’l basso con tutti li stromenti e dell’uso loro nel conserto“ (1607), който е един от най-ранните текстове, описващи употребата на басо континуо. Умира на 10 април 1640 година в Сиена.